# Shirwal
Shirwal (o Shirval) è una suddivisione dell'India, classificata come census town, di 11.887 abitanti, situata nel distretto di Satara, nello stato federato del Maharashtra. In base al numero di abitanti la città rientra nella classe IV (da 10.000 a 19.999 persone).

## Geografia fisica
La città è situata a 18° 7' 60 N e 73° 58' 60 E e ha un'altitudine di 602 m s.l.m..

## Società

### Evoluzione demografica
Al censimento del 2001 la popolazione di Shirwal assommava a 11.887 persone, delle quali 6.173 maschi e 5.714 femmine. I bambini di età inferiore o uguale ai sei anni assommavano a 1.578, dei quali 844 maschi e 734 femmine. Infine, coloro che erano in grado di saper almeno leggere e scrivere erano 8.588, dei quali 4.816 maschi e 3.772 femmine.